# Pansexualité
Ne doit pas être confondu avec Bisexualité.
La pansexualité est une orientation sexuelle caractérisant les individus qui peuvent être attirés, sentimentalement ou sexuellement, par un individu de n’importe quel sexe ou genre.
La pansexualité est parfois confondue avec la bisexualité, en raison de visions différentes sur la façon de définir de manière consensuelle ces orientations. La pansexualité, encore largement méconnue du grand public, est la plupart du temps incluse dans la « nébuleuse bisexuelle ». C'est ainsi que les pansexuels sont la plupart du temps regroupés avec les bisexuels sous la lettre B du sigle LGBTQIA+ et qu'ils continuent à ce jour de se trouver représentés (dans la sphère publique comme privée) par des associations initialement dédiées à la condition bisexuelle. Plus rarement une lettre spécifique leur est dédiée, P, où les personnes concernées sont incluses, avec d'autres orientations, dans les termes Queer (ou altersexuels),.

## Étymologie
Le préfixe pan- vient du grec πᾶν (« tout, chaque »). Les termes pansexuel et pansexualisme ont été attestés initialement en 1917, pour exprimer l'idée « que l'instinct sexuel joue un rôle primordial dans toutes les activités humaines, mentales et physiques »,. Les critiques de Sigmund Freud, considérant qu'il s'agissait davantage de son point de vue que d'un fait, ont utilisé ces termes pour exprimer leur réprobation à l'égard de la psychologie naissante. Le sens contemporain de « non limité dans le choix sexuel » est attesté depuis 1972,.
D'après le sociologue Arnaud Alessandrin, le terme pansexualité arrive en France à la fin des années 1990. En 2018, le sociologue Daniel Welzer-Lang note que le terme reste peu connu du grand public en France.

## Définition

### Définition de la pansexualité

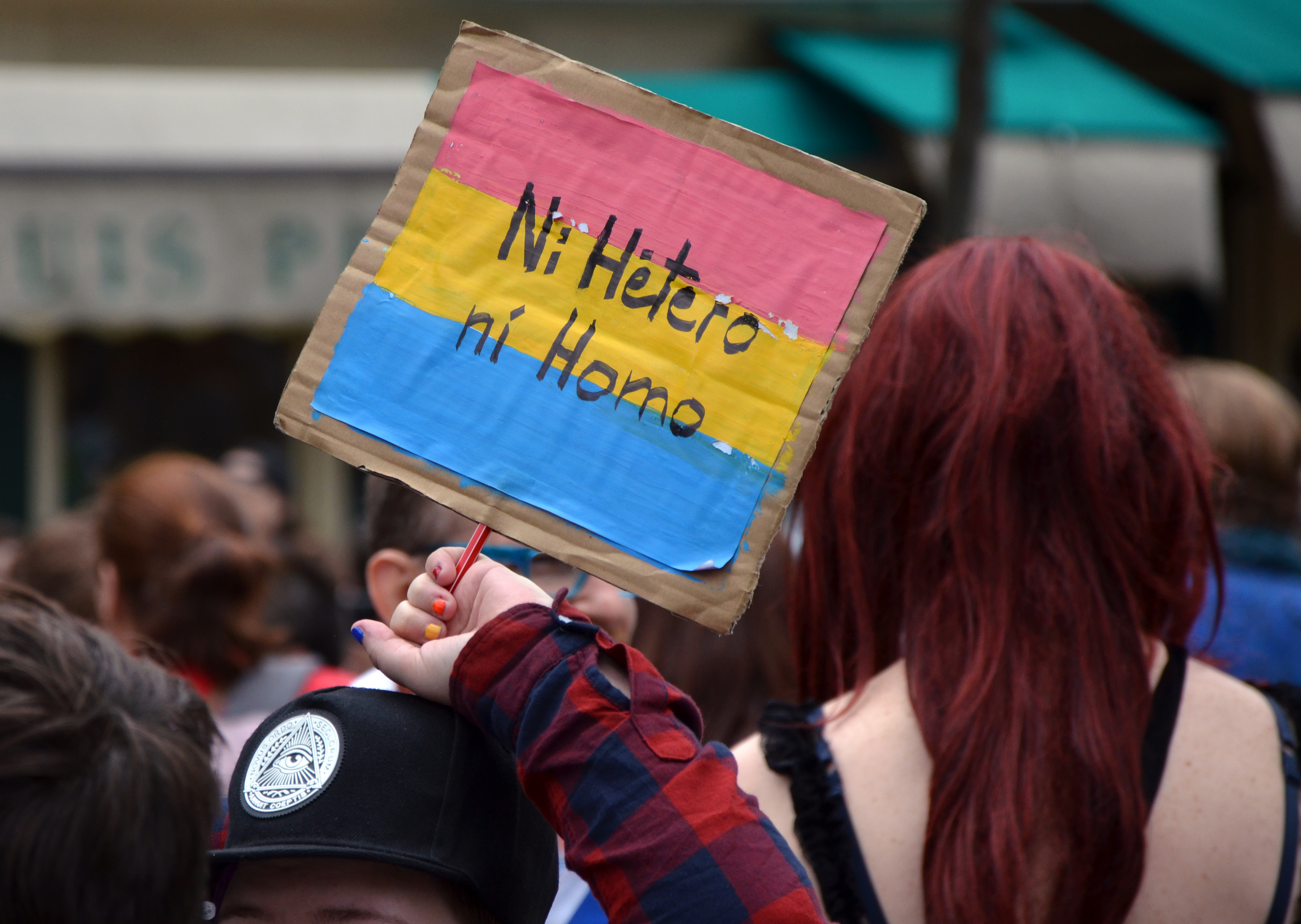
Lors de la marche des fiertés LGBT de Paris, le 2 juillet 2016, une personne tient un panneau avec le drapeau pansexuel et le texte « Ni hétéro, Ni homo ».

La pansexualité se définit comme l'attirance sexuelle, émotionnelle, romantique ou spirituelle pour d'autres personnes sans considération de leur sexe biologique, de leur expression de genre ni de leur orientation sexuelle. Une personne pansexuelle, comme c'est le cas pour d'autres orientations sexuelles, peut être attirée par une personne de n'importe quel sexe ou située n'importe où sur l'expression du spectre du genre, incluant les hommes, les femmes et les personnes non binaires (bigenres, agenres, fluide dans le genre, etc.).
Le terme de pansexualité peut également être employé par les personnes qui ne souhaitent pas s'identifier comme strictement hétérosexuelles, homosexuelles ou bisexuelles ni se rattacher à un genre particulier, ou qui souhaitent rejeter la binarité de genre et de sexe.

### Comparaison avec la bisexualité et d'autres orientations
La définition de la bisexualité n'est pas consensuelle, que ce soit au sein de la communauté scientifique comme parmi les personnes concernées,.
Il est parfois considéré que la bisexualité n'inclut que l'attirance envers les deux genres traditionnels, masculin et féminin. Cette définition de la bisexualité peut être changeante selon la volonté ou non de se démarquer des personnes pansexuelles. Selon certains, la bisexualité peut ainsi s'inscrire dans le cadre de la binarité de genre (attirance strictement dirigée vers des hommes et des femmes) tandis que la pansexualité s'afficherait dans une perspective non binaire, (incluant d'autres genres qu'homme et femme – personnes non binaires – et d'autres sexes que mâle et femelle – personnes intersexes), et est parfois considérée comme plus inclusive que la bisexualité,. Cependant, ces définitions sont débattues et ne retranscrivent pas nécessairement de manière fidèle le ressenti des personnes qui se définissent bisexuelles.
D'autres définitions de la bisexualité peuvent parfois se rapprocher plus ou moins de la pansexualité. Elles incluent le fait que la bisexualité désigne une attirance envers plus d'un genre, ou envers de multiples genres, ou qu'elle englobe des attirances et des comportements à la fois hétérosexuels et homosexuels. Selon l'American Institute of Bisexuality, la classification scientifique du terme bisexualité « ne traite que du sexe biologique et physique des personnes impliquées, et non de leur expression de genre ».
Le terme de pansexualité est parfois utilisé de manière interchangeable avec celui de bisexualité. Dans une étude analysant les identités sexuelles, la moitié de tous les répondants et répondantes bisexuels et bisexuelles ont choisi de se définir à travers une identité sexuelle « alternative » telle que queer, pansexuel, pansensuel, polyfidèle, ambisexuel ou encore polysexuel. Le terme omnisexualité est parfois employé pour désigner une attraction envers tous les genres. Le panromantisme désigne une attraction amoureuse, distincte de l'attraction sexuelle, envers une personne quel que soit son genre.

### Une identité au-delà de la binarité
Contrairement à la bisexualité qui est une catégorie « stabilisée », pour Daniel Welzer-Lang, la pansexualité fait partie des orientations et identités sexuelles encore en définition. Elle s'inscrit dans ce que le sociologue nomme « l’éclatement de l’hétéronorme ». La pansexualité cherche à dépasser la binarité de genre : les personnes pansexuelles expliquent qu'elles ne sont pas attirées par le genre d'une personne. C'est donc la centralité des divisions entre féminin/masculin, femme/homme qui est remise en question. La pansexualité cherche également à s'émanciper de la binarité des orientations sexuelles : hétérosexualité/homosexualité. Elle incarne la recherche d'un nouveau paradigme, au delà des classifications traditionnelles. Cela explique pourquoi, selon Weltzer-Lang, de nombreux jeunes s'identifient pansexuels.

Drapeau de la pansexualité,,.

## Culture
Le drapeau de la pansexualité, créé en 2013, est tricolore : le rose représente l'attraction pour les femmes ou la féminité, le jaune l'attraction pour les personnes non-binaires (ou agenres, gender fluid, etc) et le bleu l'attraction pour les hommes ou la masculinité.
Plusieurs personnalités ont déclaré leur pansexualité : le chanteur français Christine and the Queens en 2014, la chanteuse américaine Miley Cyrus en 2015, la chanteuse québécoise Cœur de pirate en 2016, la chanteuse américaine Janelle Monáe en 2018 ou la chanteuse belge Angèle.